# Pegasus volitans
Pegasus volitans é uma espécie de peixe da família Pegasidae.

## Descrição
Pode ser encontrada nos seguintes países: Austrália, Barém, China, Índia, Indonésia, Malásia, Moçambique, Mianmar, as Filipinas, Arábia Saudita, Singapura, Taiwan, Tanzânia e Tailândia.